# Barcial del Barco
Barcial del Barco település Spanyolországban,  Zamora tartományban. Barcial del Barco Villaveza del Agua, Arcos de la Polvorosa, Santa Colomba de las Monjas, Villanueva de Azoague, Vidayanes és San Agustín del Pozo községekkel határos. Lakosainak száma 253 fő (2024).

## Népesség
A település lakosságának változását az alábbi diagram mutatja:
| Lakosok száma | 301  | 307  | 298  | 280  | 279  | 274  | 261  | 249  | 236  | 253  |
|               | 2001 | 2004 | 2007 | 2009 | 2012 | 2014 | 2017 | 2019 | 2022 | 2024 |